# Ballet de Mademoiselle
Le Ballet de Mademoiselle ou Ballet des quatre monarchies chrétiennes est un ballet de cour de Tristan L'Hermite mis en musique par Estienne Moulinié, publié en 1635. Les poèmes sont intégrés en 1641 dans le recueil La Lyre.

## Présentation

### Texte
Le Ballet des quatre monarchies chrétiennes est composé de grandes entrées ou récits mis en musique par Estienne Moulinié.

### Publication
Le ballet est représenté et publié en 1635. Les poèmes sont intégrés en 1641 dans le recueil La Lyre.

## Postérité

### Éditions nouvelles
Le ballet est inclus dans le recueil des Ballets et mascarades de cour de Henri III à Louis XIV de Paul Lacroix, dit le Bibliophile Jacob.
Les poèmes sont réédités en 2002 dans le tome II des Œuvres complètes de Tristan L'Hermite. La plupart d'entre eux sont retenus par Pierre Camo, en 1925, dans son édition intégrale des Amours accompagnée d'une sélection de La Lyre.

### Œuvres complètes
- Jean-Pierre Chauveau et al., Tristan L'Hermite, Œuvres complètes (tome III) : Poésie II, Paris, Honoré Champion, coll. « Sources classiques » (no 42), 2002, 736 p. (ISBN 978-2-7453-0607-4)

### Anthologies
- Paul Lacroix, dit le Bibliophile Jacob, Ballets et mascarades de cour de Henri III à Louis XIV (1629-1640), t. 5, Paris, Slatkine, 1968 (1re éd. 1870), 360 p. (lire en ligne)
- Pierre Camo (préface et notes), Les Amours et autres poésies choisies, Paris, Garnier Frères, 1925, XXVII-311 p.

### Ouvrages cités
- Napoléon-Maurice Bernardin, Un Précurseur de Racine : Tristan L'Hermite, sieur du Solier (1601-1655), sa famille, sa vie, ses œuvres, Paris, Alphonse Picard, 1895, XI-632 p.
- Sandrine Berrégard, Tristan L'Hermite, « héritier » et « précurseur » : Imitation et innovation dans la carrière de Tristan L'Hermite, Tübingen, Narr, 2006, 480 p. (ISBN 3-8233-6151-1, présentation en ligne)
- Amédée Carriat, Tristan, ou L'éloge d'un poète, Limoges, Éditions Rougerie, 1955, 146 p.
- Doris Guillumette, La libre pensée dans l'œuvre de Tristan L'Hermite, Paris, Nizet, 1972, 205 p.

### Cahiers Tristan L'Hermite
- Cahiers Tristan L'Hermite, Tristan et la musique de son temps, Janaillat, Les Amis de Tristan L'Hermite (no XXXIII), 2011, 125 p. (ISBN 978-2-8124-0355-2)
Georgie Durosoir, De Gaston à Philomèle : Histoire d'une poésie de Tristan, p. 35–48
Pierre Gatulle, Les identités d'auteur et de compositeur de Tristan et Moulinié par la publication : la dignité et l'honorabilité, p. 97–107